# (5189) 1990 UQ
(5189) 1990 UQ ist ein erdnaher Asteroid des Typs Apollo und gilt als potentiell gefährlich. Er wurde am 20. Oktober 1990 von Robert H. McNaught am Siding-Spring-Observatorium in Canberra entdeckt.